# Xantopterina
La xantopterina és un sòlid cristal·lí groc que es presenta principalment en les ales dels lepidòpters i en l'orina dels mamífers. Petits microorganismes la converteixen en àcid fòlic. És el producte final d'un compost no conjugat de pteridina i inhibeix el creixement dels limfòcits produïts per la concanavalina. Nivells alts de xantopterina s'han trobat en pacients amb malalties del fetge i hemòlisi.
La vespa oriental utilitza la xantopterina com a captador de llum i per obtenir energia i aquest fet s'estudia científicament (Plotkin et al., Naturwissenschaften (2010) 97:1067–1076).